# Lula, le fils du Brésil
Pour plus de détails, voir Fiche technique et Distribution.
Lula, le fils du Brésil (portugais : Lula, o Filho do Brasil), est un film brésilien du réalisateur Fábio Barreto et sorti en 2010. 
C'est une biographie filmée du président brésilien Lula de sa naissance à 35 ans et le film brésilien au plus gros budget à son époque avec plus de 17 millions de réals.

## Fiche technique
- Titre : Lula, le fils du Brésil

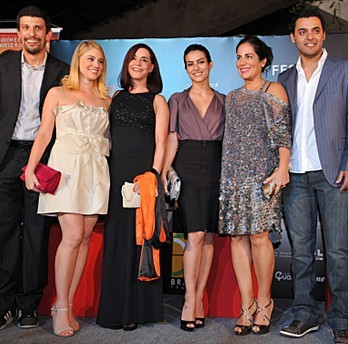
Moulage de Lula, le fils du Brésil, lors de la première du film au Festival du film de Brasilia. De droite à gauche : Rui Ricardo Dias, Glória Pires, Cléo Pires, Lucélia Santos, Juliana Baroni et Milhem Cortaz.

- Titre original : Lula, o Filho do Brasil
- Réalisation : Fábio Barreto
- Scénario : Fernando Bonassi, Daniel Tendler et Denise Paraná d'après son livre
- Musique : Antonio Pinto
- Photographie : Gustavo Hadba
- Montage : Leticia Giffoni
- Production : Paula Barreto et Rômulo Marinho Jr.
- Société de production : Costa Films, Globo Filmes et Luiz Carlos Barreto Produções Cinematográficas
- Pays de production :  Brésil
- Langue originale : portugais
- Genre : biopic, drame
- Durée : 130 minutes
- Dates de sortie : 
  - Brésil : 17 novembre 2009 (festival du film brésilien de Brasilia) ; 2010 (sortie nationale)

## Distribution

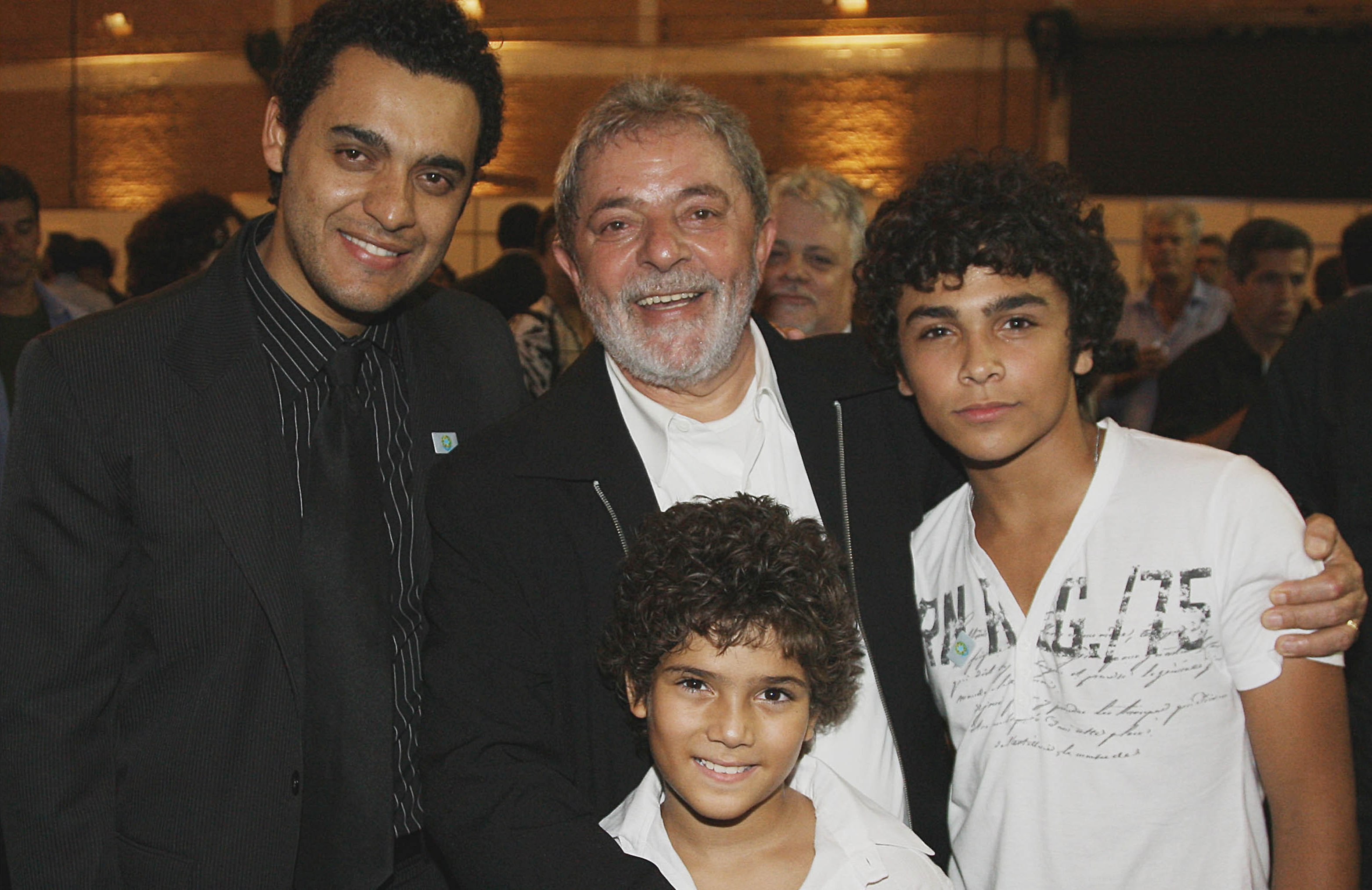
Le président Luiz Inácio Lula da Silva, avec des acteurs Rui Ricardo Dias, Felipe Falanga et Guilherme Tortólio lors d'une avant-première dans la ville de São Bernardo do Campo.

- Rui Ricardo Dias : Luiz Inácio Lula da Silva
- Guilherme Tortólio : Lula adolescent
- Felipe Falanga : Lula enfant
- Glória Pires : Dona Lindu
- Juliana Baroni : Marisa Letícia, seconde femme de Lula
- Cléo Pires : Lourdes da Silva
- Milhem Cortaz : Aristides
- Sóstenes Vidal : Ziza
- Lucélia Santos : L'enseignante de Lula